# Plecia triquetra
Plecia triquetra är en tvåvingeart som beskrevs av Fitzgerald 1998. Plecia triquetra ingår i släktet Plecia och familjen hårmyggor. Inga underarter finns listade i Catalogue of Life.